# Lockheed T-33

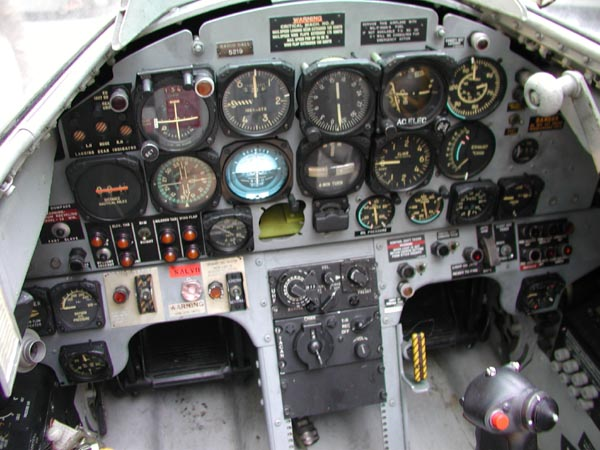
T-33 cockpit.

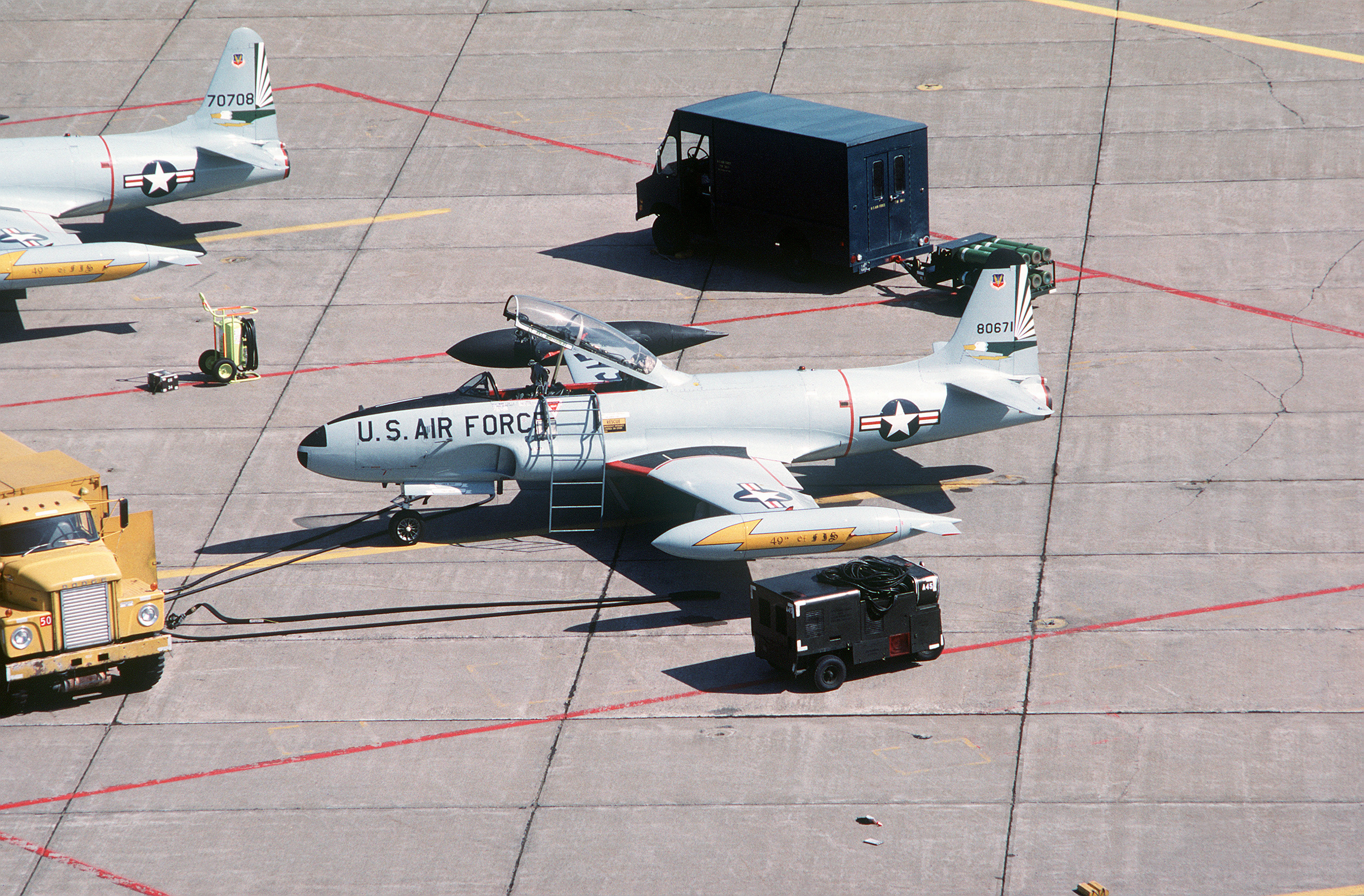
Twee U.S. Air Force Lockheed T-33A T-Bird trainers van het 49th Fighter Interceptor Squadron, Griffiss Air Force Base, New York (USA), 2 juni 1984

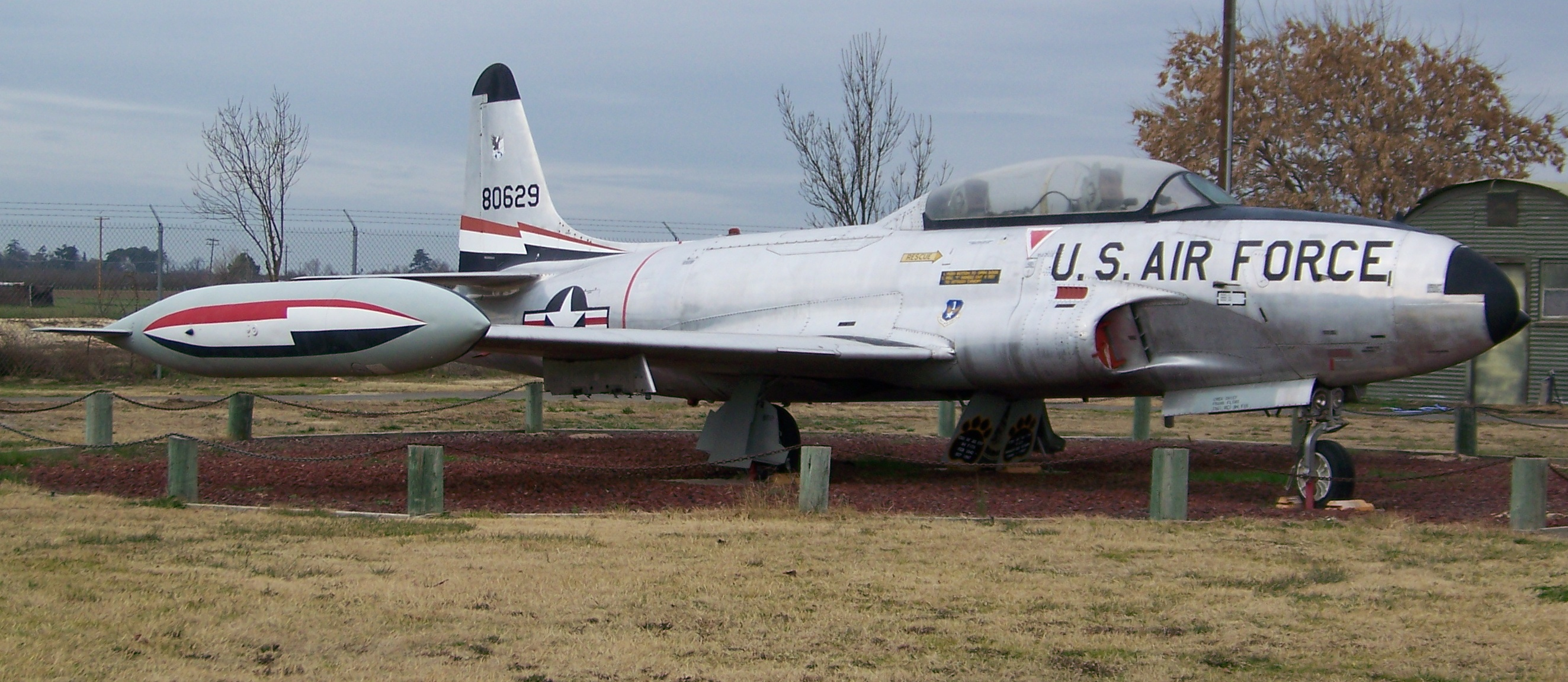
Tegenwoordig alleen nog als poortwachter.

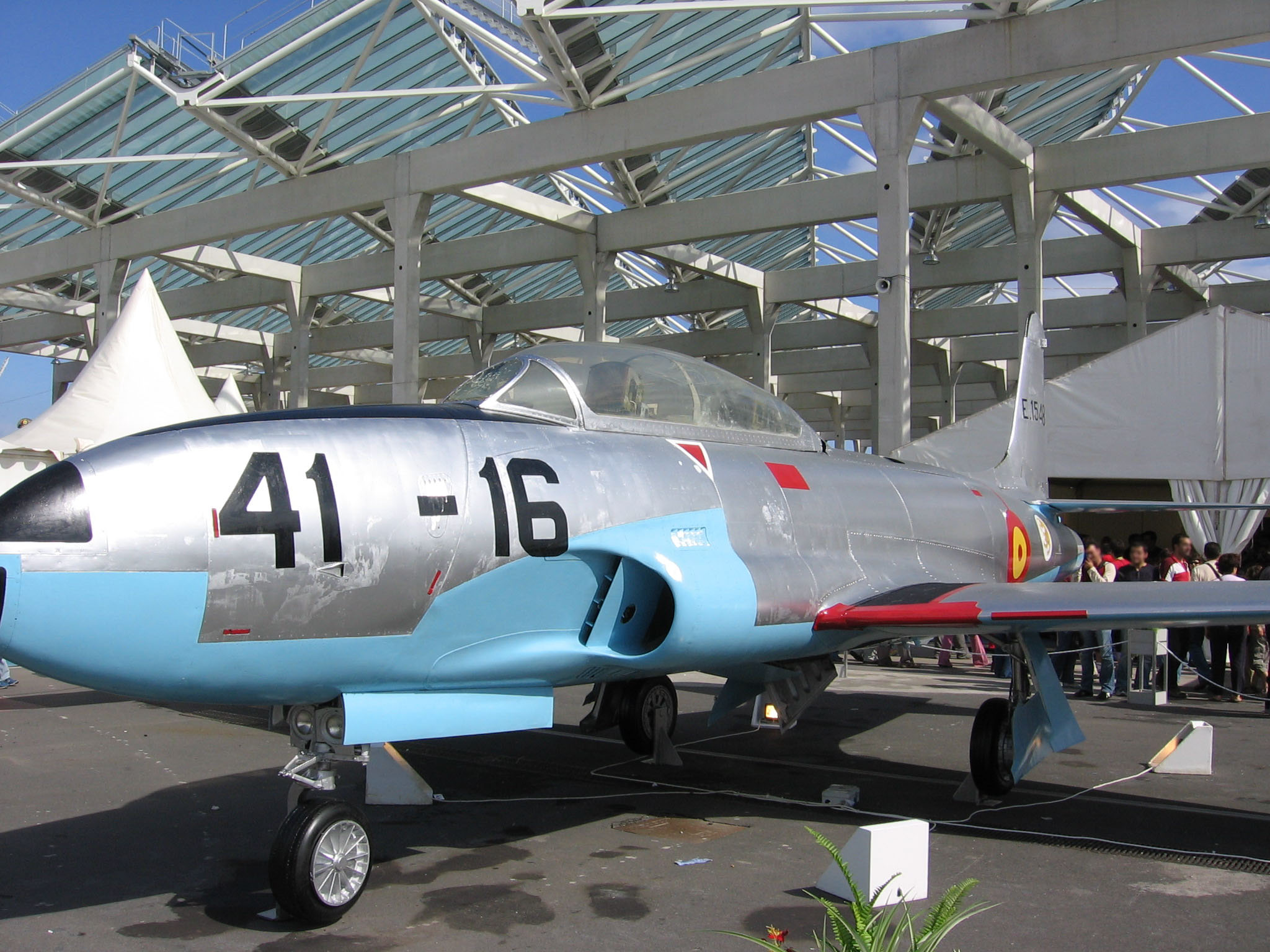
T-33 in een museum.

De Lockheed T-33 Shooting Star (of T-Bird) is een trainingsvliegtuig met straalaandrijving, ontworpen door de Amerikaanse vliegtuigfabrikant Lockheed, die het toestel bouwde van eind jaren 40 tot eind jaren 50. Dit succesvolle en betrouwbare toestel, waarvan meer dan 7000 stuks werden gebouwd, diende in de loop van de tijd in de luchtmachten van meer dan 80 landen waaronder de Koninklijke Luchtmacht (KLu). In 2015 wordt de door Canada gebouwde versie nog door de luchtmacht van Bolivia gebruikt.
Wereldwijd verkeren nog enkele tientallen T-33’s in luchtwaardige staat; vaak zijn deze toestellen nu in particulier eigendom. De overige nog overgebleven toestellen staan opgesteld in musea of als "poortwachter".

## Geschiedenis
De T-33 was een doorontwikkeling van de Lockheed P-80/F-80. Door het verlengen van de romp kwam hierbij de ruimte vrij voor het plaatsen van een extra stoel, instrumenten en dubbele bediening. De eerste vlucht met het toestel - dat destijds als T-33A bekendstond - werd in 1948 gemaakt, waarna het toestel van 1948 tot 1959 werd geproduceerd.
De Amerikaanse marine, de US Navy, gebruikte het toestel vanaf 1949 onder de aanduiding van TV-2 trainer en hernoemde het vanaf 1962 in T-33B.
De tweezits T-33 bleek een uitstekend trainingstoestel te zijn en werd daarnaast ook gebruikt voor het slepen van doelen. Sommige T-33’s werden met machinegeweren uitgerust voor het trainen in luchtgevechten en in enkele landen werd de T-33 zelfs als jachtvliegtuig gebruikt.
De RT-33A verkenningsversie werd hoofdzakelijk voor de export gebruikt en was uitgerust met een neuscamera en extra apparatuur op de plaats van de tweede stoel.

## Inzet in Nederland
Van augustus 1952 tm juni 1972 heeft de T-33 bij de Koninklijke Luchtmacht (KLu) dienstgedaan waar hij bekendstond onder de naam T-bird.
De T-33 werd destijds aan diverse NAVO-landen, waaronder Nederland, gratis verstrekt in het kader van het Mutual Defense Aid Program. In totaal zijn 60 T-33A’s en drie RT-33A’s aan de KLu geleverd.
In augustus 1952 werden de eerste toestellen voor de Basisvlucht van vliegbasis Volkel afgeleverd– beter bekend als de Jachtvliegschool II – het latere 313 Squadron. Het einde van de T-33 bij de KLu kwam op 9 juni 1972 toen de M-11 van de TVO de laatste officiële vlucht maakte. Het 313 Squadron was inmiddels al overgegaan op de Canadair NF-5.
De KLu gebruikte naast de standaard T-33A vanaf 1953 ook enkele RT-33A fotoverkenners bij het 306 (foto verkennings) Squadron. Toen de RF-84F Thunderflash in dienst kwam, werd de fotoapparatuur echter uitgebouwd en werden ze als eenzitter ingevoerd bij 313 Sqn.
De T-33 heeft in de KLu dienstgedaan bij de volgende eenheden:
- Basisvlucht Volkel/Jachtvliegschool II,
- 306 Squadron,
- 313 Squadron,
- jachtvliegopleiding (JVO),
- transitie vlieg opleiding (TVO)

## Demonstratieteam
De Koninklijke Luchtmacht bezat in de jaren 50 op de vliegbasis Woensdrecht een eigen demonstratieteam, dat oorspronkelijk met de Gloster Meteor vloog, en luisterde naar de radiocall Whisky. Dit uit vijf man (vier piloten en een reserve) bestaande team vloog hun formaties vanaf juni 1956. Toen het team in 1959 op de T-33A overgeschakelde werd de nieuwe naam Whisky Four ingevoerd.
Het jaar 1965 werd een rampjaar voor het team; op de thuisbasis Woensdrecht verongelukten twee T-33’s met vliegtuigregistratie M-46 en M-57. Hierbij kwamen de vliegers kapitein Ruud Liem en kapitein Hans Sommer om. In 1966 werd het team onder leiding van kapitein Henk van Dommelen nog een keer nieuw leven ingeblazen. De vier T-33’s kregen een beige-groen kleurenschema dat een jaar later overgenomen werd op een zevental F-84F Thunderstreaks van vliegbasis Eindhoven. Na een nieuw fataal ongeval in juni 1967 met de vlieger Luitenant Schuur werd het Whiskey-Four '67 team voorgoed opgeheven.
Bij de ingang van de vliegbasis Woensdrecht staat al geruime tijd aan de poort een T-33 opgesteld in de kleuren van het voormalige Whisky Four team.
Het 313 squadron op vliegbasis Volkel had tussen 1955 en 1958 een team met vier T-birds (in eigen beschildering), de "Skysharks", onder leiding van kapitein J.L. Holt. In Juni 1958 werden ze overplaatst naar Woensdrecht.

## Varianten
Van de Lockheed T-33 werden een aantal varianten uitgebracht:
| Type   | Bijzonderheden |
| ------ | --- |
| T-33A  | de 2 zitter straaltrainer. |
| AT-33A | de 2 zitter bewapende jagerversie.                                                                                              |
| DD-33A | serie van 120 gebouwde toestellen; speciaal ingericht op het radiografisch besturen van luchtdoelen zogenaamde Drone Directors. |
| NT-33A | serie van 38 stuks waarmee tests werden uitgevoerd.                                                                             |
| QT-33A | aanduiding voor alle later tot luchtdoel – zogenaamde Target Drones – omgebouwde toestellen.                                    |
| RT-33A | de eenzits fotoverkenningsversie van de T-33A                                                                                   |